# Cocktailparty
Eine Cocktailparty (teilweise auch verkürzt nur als Cocktail bezeichnet) – auch Cocktailempfang – ist eine Form eines Stehempfangs. Im Gegensatz zum Stehempfang kommen und gehen die Gäste nach Belieben. Dazu gibt es in jedem Fall kleine Cocktailhappen, Snacks und verschiedene Getränke auf dem Tablett oder auf einem Cocktailbüfett.
Die Party kann in Privaträumen stattfinden, aber auch in einer Hotel-Lounge oder einer Galerie. Der Name ist abgeleitet von den servierten Cocktails, es können aber auch Wein und nichtalkoholische Getränke angeboten werden, üblicherweise aber kein Bier und keine Pur-Spirituosen. Die Gäste unterhalten sich im Stehen (Smalltalk), die Musik ist eher leise und dezent und keine Tanzmusik.

## Geschichte
Im Gegensatz zum Ball hat die Cocktailparty ihre Wurzeln nicht im adligen bzw. herrschaftlichen Gesellschaftsleben, sondern entstand in den 1920er Jahren in den USA und wird von Kulturhistorikern in Zusammenhang mit der damaligen Prohibition gesehen, die Alkoholausschank in öffentlichen Kneipen und Restaurants verbot und nur in privaten Räumen zuließ. Die in illegalen sogenannten Speakeasys kreierten Cocktails wurden auf den privaten Cocktailpartys legal serviert. Oft schloss sich direkt daran ein formelles Abendessen für die Gäste an. Die Prohibition endete 1933, das Interesse an den Cocktailpartys hielt jedoch – gefördert durch Literatur und Kinofilme – an. Es wurde üblich, Arbeitskollegen und Geschäftspartner zu solchen Partys einzuladen. In den 1960er Jahren ebbte der Trend ab, um Mitte der 1980er Jahre erneut aufzuleben, allerdings vorwiegend außer Haus in öffentlichen Räumen. In den 1990er Jahren verstärkte sich das Interesse an Cocktailpartys durch die aufkommende Retrowelle.

## Formelles
Ein Cocktailempfang beginnt üblicherweise nicht vor 17:30 Uhr und nicht nach 19 Uhr. Die Dauer wird meist auf etwa zwei Stunden begrenzt. Die Cocktailparty schließt sich somit an die normale Arbeitszeit an und liegt vor dem Abendessen. Pünktliches Erscheinen wird nicht erwartet, jedoch pünktliches Gehen.
Es gibt Cocktails und andere alkoholische Getränke, ausgenommen „gewöhnliche“ Getränke wie Bier, Schnaps etc. Nichtalkoholische Getränke können ebenfalls angeboten werden. Es gibt keine Mahlzeiten, sondern meist nur ein paar Appetithäppchen. Der klassische Cocktailparty-Drink ist der Martini.
Bei offiziellen Cocktailpartys erfolgt die Einladung schriftlich ein bis zwei Wochen vorher. Zu weniger formellen Cocktailpartys wird meist nur mündlich eingeladen. Der zwanglose Charakter der Veranstaltung erlaubt es dem eingeladenen Gast anzufragen, ob er eine Begleitung mitbringen darf, soweit diese dem Gastgeber genehm ist.
Im Regelfall tragen die Herren, da die Party sich an die Arbeitszeit anschließt, noch die normale Tageskleidung (Büroanzug). Entsprechendes gilt mittlerweile auch für die berufstätigen Damen. Bei besonders feierlichen oder offiziellen Cocktailpartys ist für Herren ein dunkler Anzug angemessen. Damen tragen ein Cocktailkleid.

## Sonstiges
Ende des 20., Anfang des 21. Jahrhunderts wurden sogenannte After-Work-Partys modern. Meist kommerziell veranstaltet finden sie zur Cocktailparty-Zeit statt. Eigentlich sind sie Cocktailpartys, bei denen zusätzlich getanzt wird.
In den Hörspielen um den Londoner Kriminalschriftsteller und Privatdetektiv Paul Temple ließ der Autor Francis Durbridge seinen Helden in den meisten Fällen, wie beispielsweise auch in Paul Temple und der Fall Curzon und in Paul Temple und der Fall Lawrence, am Schluss eine Cocktailparty veranstalten, bei der alle verdächtigen Personen eingeladen wurden und in deren Verlauf der Täter entlarvt wurde.